# Marlon Hairston
Marlon Hairston (Jackson, 2 maart 1994) is een Amerikaans voetballer die bij voorkeur als middenvelder speelt. Hij debuteerde in 2014 in het betaald voetbal in het shirt van Colorado Rapids. 

## Clubcarrière
Hairston werd in de MLS SuperDraft 2014 als tiende gekozen door Colorado Rapids. Op 29 maart 2014 maakte hij tegen Sporting Kansas City zijn debuut voor Colorado. In de met 2–3 verloren wedstrijd verving hij in de achtentachtigste minuut Vicente Sánchez.